# Reginhard von Lüttich

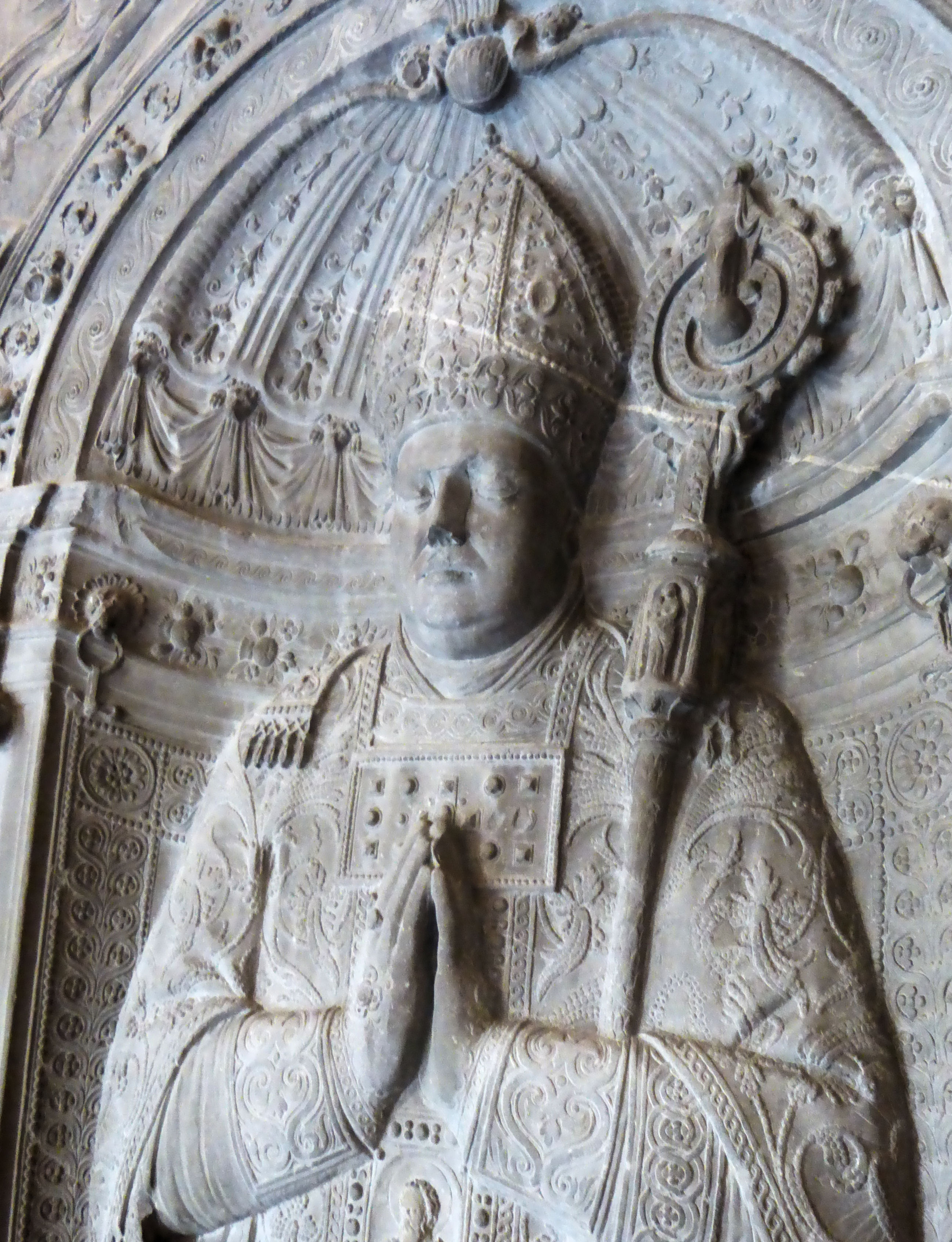

Reginhard (auch Reginard, Reinhard) († 5. Dezember 1037) war von 1025/26 bis 1037 Bischof von Lüttich. Er wird als Heiliger verehrt.

## Leben
Reginhard stammte aus einer Familie, die in der Gegend um Lüttich Besitz hatte. Er war mit Heribert von Köln verwandt.
Nach seiner Vita wurde er von Heribert von Köln unterstützt und zum Propst des Cassius-Stift in Bonn ernannt. Zum Bischof von Lüttich wurde er 1025 oder 1026 gewählt. Bestimmte Details, die seine Vita überliefert, sind zweifelhaft. Dazu gehört der Bericht, dass er das wenig bedeutende Bistum Verdun ausgeschlagen und später durch Simonie von Konrad II. Lüttich bekommen hätte. Dasselbe gilt für seine Wallfahrt nach Rom, wo er sein Amt aus Reue aufgegeben hätte und vom Papst wieder eingesetzt worden wäre. Unklar ist auch der Zeitpunkt der Reise. Einige sprechen vom Ende seiner Regentschaft, andere legen sie in die ersten Jahre.
In seiner Zeit als Bischof förderte er besonders die Domschule. Diese wurde in dieser Zeit von dem späteren Lütticher Bischof Wazo und von dem späteren Bischof von Brescia Adelmann geleitet. 
Auch das Kollegiatstift St. Gangolf und die Benediktinerabtei St. Laurent in Lüttich wurden von ihm stark gefördert. In letzterer ließ er verschiedene Baumaßnahmen ausführen und seine Schenkungen verbesserten dessen materielle Lage stark. Allerdings haben sich von den acht Schenkungsurkunden nur zwei als echt erwiesen. Im Jahr 1034 wurde die Kirche des Klosters geweiht. Dazu war auch ein Vertreter des Papstes anwesend.
Reginhard ließ auch eine steinerne Brücke über die Maas erbauen. Als im Jahr 1030 die Region von einer Hungersnot bedroht wurde, sorgte er für eine gute Armenversorgung. Im Jahr 1037 nahm er an einem Feldzug des Herzogs Gotzelo I. gegen Graf Odo von Blois teil. Er nahm an der Schlacht von Bar teil, in der Odo fiel.
Er starb einige Monate später an einer unbekannten Ursache. Begraben ist er in St. Laurent in Lüttich. Er wird als Heiliger verehrt, weil er wohltätig gegenüber den Armen und milde auch gegenüber Irrlehren gewesen sein soll. Sein Gedenktag ist der 5. Dezember.